# Ptyxogon incus
Ptyxogon incus är en mångfotingart som beskrevs av Chamberlin 1941. Ptyxogon incus ingår i släktet Ptyxogon, och familjen Aphelidesmidae. Inga underarter finns listade i Catalogue of Life.